# 教権的ファシズム
教権的ファシズム（きょうけんてきファシズム、英語: Clerical fascism）は、ファシズムの政治経済の理論とキリスト教神学とを結び付けた思想であり、政権と教会との持ちつ持たれつの関係によって成り立っていた。
もともとファシズムは共産主義を敵視するが、共産主義は唯物論（無神論）を唱えるためキリスト教会とは折り合いが悪く、欧米の反共主義はキリスト教会と結びつく事例が多かった。
歴史的には主にカトリック文化圏で発生した。聖職者ファシズムとも言う。
ただし、ドイツのナチス政権は、キリスト教よりも古いゲルマン民族主義を称揚し、中央党とも敵対していたので、必ずしもキリスト教会と良好な関係とはいえなかった。

## 概要
1919年にイタリア人民党が結成され、教皇ベネディクトゥス15世によって承認された。この政党の選挙事務所は司祭館に置かれていた。1922年にベニート・ムッソリーニが政権を掌握すると、この政党は彼に接近し支持を表明した。イタリア北部の反社会主義者、反共主義者はこの決定を歓迎した。1929年に教皇ピウス11世は教会組織を守る為にファシスト政権とラテラノ条約を結び、事実上の妥協を余儀無くされた。
1930年代にオーストリアにはエンゲルベルト・ドルフース政権が発足、カトリック重視のファシズムを推し進めた。クロアチアのアンテ・パヴェリッチがカトリック教会の教義を全面的に打ち出したウスタシャを結成したり、ベルギーでレクシズムが発足する。
スペインではフランコ将軍がファランヘ党を結成するとカトリック教会はそれらに対する支持を表明した。また、チェコスロヴァキアでは、チェコがナチス政権のドイツに吸収されたのち、チェコ人中心の政権に反発していたスロヴァキア民族主義者のカトリック聖職者ヨゼフ・ティソが、ナチスに協力的な政権を樹立した。
第二次世界大戦後もフランコ政権やポルトガルのエスタド・ノヴォはそれぞれの国の教会組織に支えられ続けた。
スペインにおいては、1950年代以降、キリスト教団体オプス・デイの会員が官僚や政治家に大きな影響力を与え、フランコ独裁政権の維持に寄与した。